# 19156 Heco
19156 Heco è un asteroide della fascia principale. Scoperto nel 1990, presenta un'orbita caratterizzata da un semiasse maggiore pari a 2,7003528 UA e da un'eccentricità di 0,0078291, inclinata di 1,24398° rispetto all'eclittica.